# Péninsule maritime
La péninsule maritime (Maritime Peninsula en anglais) est une péninsule située dans l'Est de l'Amérique du Nord, entre le Sud-Est du Canada et le Nord-Est des États-Unis. Au niveau administratif, elle est partagée entre l'État américain du Maine et les provinces canadiennes du Nouveau-Brunswick, de Nouvelle-Écosse et du Québec. Elle est elle-même composée de plusieurs péninsules, comme la Gaspésie (au Québec), la péninsule acadienne (au Nouveau-Brunswick) et la péninsule de Nouvelle-Écosse (dans la province éponyme). Elle est délimitée au sud-est par la rivière Kennedec, dans le Maine,.
La péninsule est baignée au nord-ouest par l'estuaire du Saint-Laurent, au nord-est par le golfe du Saint-Laurent, à l'est par l'océan Atlantique et au sud par le golfe du Maine (dont la baie de Fundy). Elle fait face au nord à la péninsule du Québec-Labrador et à l'île d'Anticosti, au nord-est à Terre-Neuve et à Saint-Pierre-et-Miquelon, ainsi qu'à l'est à l'Île-du-Prince-Édouard, à l'île du Cap-Breton et aux îles de la Madeleine,. Pour l'Organisation hydrographique internationale (OHI), à travers sa publication Limits of Oceans and Seas (3e édition, 1953), le cap Canso (en), situé à l'extrémité orientale de la péninsule, constitue un des nombreux points de repère servant de limite géographique entre le sud-est du golfe du Saint-Laurent et l'océan Atlantique.